# Špindlerova bouda
Špindlerova bouda (téže Špindlerka či Špindlerovka, německy Spindlerbaude) je horská bouda v Krkonoších u hranice s Polskem nedaleko Špindlerova Mlýna. Špindlerova bouda leží 4 kilometry severozápadně od Špindlerova Mlýna pod kopcem Malý Šišák v nadmořské výšce 1208 metrů nad mořem. 

## Historie

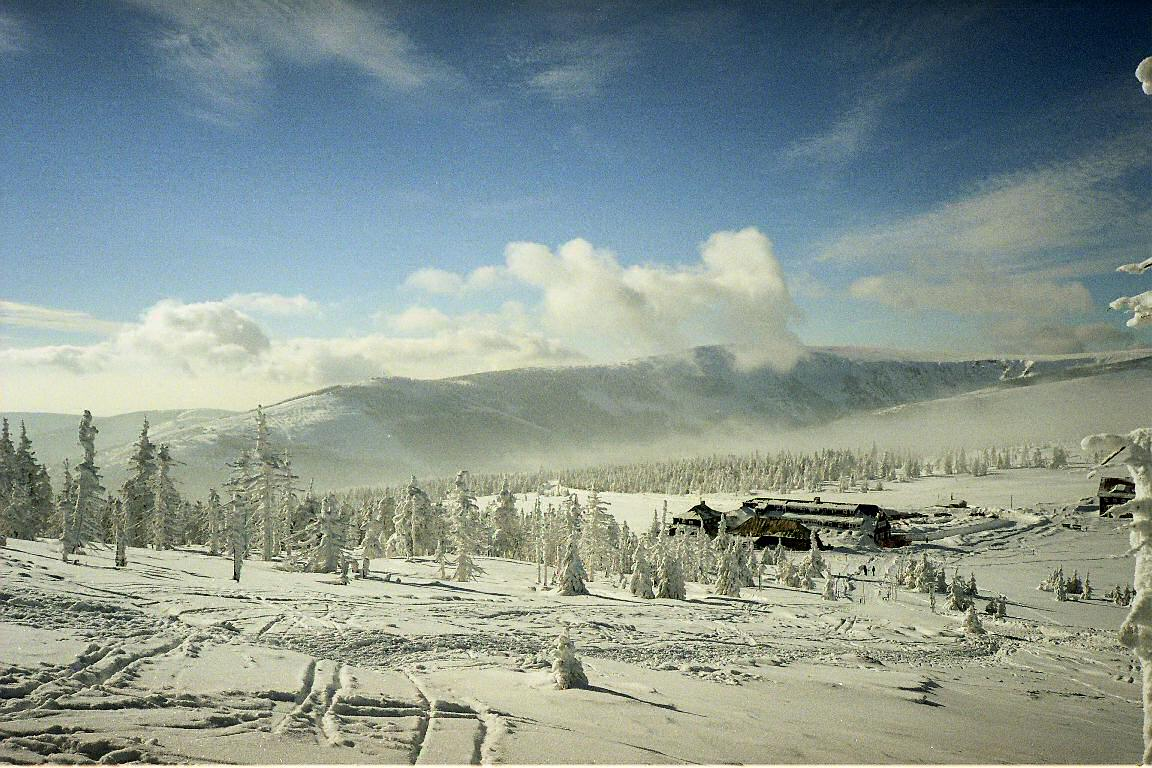
Pohled na Špindlerovu boudu v zimě

Němá značka

Původní bouda byla postavena Františkem Špindlerem v roce 1784. Bouda dvakrát vyhořela a to v letech 1826 a 1885, po požárech však byla vždy opravena. Roku 1914 byla k boudě přivedena 8 kilometrů dlouhá silnice z Špindlerova Mlýna. Za 2. světové války sloužila bouda jako internační tábor pro zajaté důstojníky z řad francouzské, britské a americké armády. V současné době bouda slouží jako hotel.

## Přístup
Špindlerka je obsluhována autobusovou linkou ze Špindlerova Mlýna.
- po  zelené značce z autobusové zastávky Špindlerův Mlýn, Dívčí lávky – 1½ hodiny (3,2 km)
- po  modré značce z autobusové zastávky Podgórzyn, Przesieka v Przesiece – 2½ hodiny (5,3 km)

## Přechody
Místo je ideálním východiskem turistických tras, například cesty česko-polského přátelství na Pomezní Boudy.
- po  zelené značce Lužická bouda – 6 minuty (0,4 km)
- po  žluté značce a po silnici Erlebachova bouda – 8 minut (0,55 m)
- po  modré značce Schronisko Odrodzenie – 10 minut (0,45 km)
- po  červené značce a po silnici Petrova bouda – 50 minut (2,3 m)
- po  zelené značce a po silnici Moravská bouda – 50 minut (2,6 km) (a také Dvořákova bouda a chata Špindler)
- po  žluté značce Bouda u Bílého Labe – 50 minut (3,3 km)
- po  zelené a  žluté značce a po silnici Novopacká bouda – 1 hodina (2,9 km)
- po  modré značce Medvědí bouda – 1,5 hodiny (5,1 km)
- po  červené a  modré značce Martinova bouda – 2 hodiny (5,7 km)
- po  červené a  žluté značce Luční bouda – 2½ hodiny (7,2 km)
- po  červené,  zelené a  modré značce Samotnia – 2¾ hodiny (7,9 km)
- po  červené a  modré značce Strzecha Akademicka – 2¾ hodiny (8,1 km)
- po  červené značce Dom Śląski – 2¾ hodiny (8,3 km)
- po  červené,  modré značce a  zelené značce Labská bouda – 3 hodiny (8,4 km)
- po  červené a  žluté značce Schronisko Pod Łabskim Szczytem – 3¼ hodiny (9,2 km)

## Výstupy
- po  červené značce Čihadlo (1216 m) – 10 minut (0,5 km)
- po  modré značce a neznačené cestě Sucha Góra (1113 m) – ¾ hodiny (2,3 km)
- po  červené značce Dívčí kameny (1414 m) – 1¼ hodiny (3,3 km)
- po  červené značce Polední kámen (1423 m) – 1½ hodiny (3,5 km)
- po  červené značce Mužské kameny (1416 m) – 1½ hodiny (4 km)
- po  červené značce Velký Šišák (1424 m) – 2 hodiny (5 km)
- po  červené značce Sněžka (1603 m) – 3½ hodiny (9,4 km)